# سرند (هریس)
سرند یکی از روستاهای استان آذربایجان شرقی است که در دهستان مواضع‌خان شمالی بخش خواجه شهرستان هریس واقع شده‌است.از شخصیت های برجسته این روستا میتوان دکتر ایرانی، دکتر پرویز سرندی پدر علم روانشناسی آذربایجان، رامین ولیپور یکی از سردفتران تبریز ، خانم گیتی سرند یکی از وکلای استان و نیز دکتر نامی را نام برد.